# كتاب الرمل (قصة)
كتاب الرمل (بالإسبانية: El libro de arena)‏ هو واحدة من القصص التي يحتويها المجلد المتجانس للكاتب الأرجنتينى خورخي لويس بورخيس. هي آخر قصة في هذا المجلد حيث يتناول بورخيس مواضيع تم تداولها في قصص سابقة. ويعتبر وبصفة خاصة، كتاب الرمل بمثابة إعادة كتابة لمكتبة بابل. وقد حققت القصة شهرة كبيرة في المملكة العربية السعودية بعد أن قام المخرج بدر الحمود، بإنتاجها عبر فيلم مستلهم من قصة كتبها الدكتور خالد اليحيا.

## الحبكة وتاريخها
في هذه القصة، يحاول بورخيس وصف مكتبته اللا نهائية، والتي تضم كتب لا نهاية لها، حيث يحتوي كل النصوص المتاحة بعدد لا نهائي. وهو الأمر الذي صرح به الكاتب عن خيالته لإنجاز هذا العمل الأدبي.
وقد كتب بورخس مقدما عن هذه القصة في الملاحظة الأخيرة لمكتبة بابل: «لاحظت ليتيثيا ألبرو من طليطلة أن تلك المكتبة الواسعة لا تفيد شيئا، يكفي مجلد واحد فقط، مطبوع بالحجم  التاسع أو العاشر من الورق الرقيق، ويحتوى عدد لا نهائي. (...) فالتعامل مع هذا الكتيب الحريري ليس باليسير: كل ورقة منطوية ستنفرد بأخريات مماثلات؛ أما تلك الورقة الوسطى غير واقعية، فليس لها ظهر».
ويتحدث أيضا كتاب الرمل عن هاجس إحدى الشخصيات نحو شى ما وتنمية هذا الشعور في الزهير أو السلطة التي يقوم بها شيء ما على الشخصية، وكذلك مصدر المرجع الذاتي.

## الملخص
يحظى راوي القصة بنفس اسم الكاتب بورخيس، والذي يتسلم هذا الكتاب ذي الوزن المفاجيء من بائع غريب، ويكون العنوان المكتوب على كعبه هو الأسفار المقدسة، ويأتي ترقيم الصفحات بشكل غير منظم، وبمجرد أن تمرر صفحة يصعب العودة إليها مجددا. وقد شرح له البائع معنى الاسم، الذي كان قد اكتسبه من أيدى شحاذا: «لا الكتاب ولا الرمل لديهما بداية أو نهاية». ويحاول بورخيس الوصول للصفحة الأولى، لكنه من المستحيل كما حدث أيضا مع الصفحة الأخيرة. وأخيرا يشتريه مقابل مبلغ من المال ونسخة قديمة من الكتاب المقدس.
وبعدها بفترة، كرس بورخيس نفسه للكتاب فقط، حيث كان يدرسه بدون راحة، وكان تقاطعه أحلامه في اللحظات التي يهزمه فيها الأرق، وتحول بعدها لسجين الكتاب، وقد لاحظ تحوله هو نفسه والكتاب إلى مسخ. وأخيرا، يقوم بورخيس بالتخلص من الكتاب بإخفائه في رف ما في المكتبة العامة، التي يديرها بنفسه.